# Анналы Станислава Наропинского
Анналы Станислава Наропинского (пол. Rocznik Stanislawa Naropinskiego) — написанные на латыни со вставками отдельных слов и выражений на польском языке исторические заметки дневникового характера польского шляхтича Станислава Наропинского (кон. XV — посл. 1550 г.). Написаны на полях и чистых листах книги Иоганна Штёфлера «Ephemeridum opus Joannis Stoefleri Justingensis mathematici a capite anni redemptoris Christi MDXXXII in alios XX proxime subsequentes, ad veterum imitacionem accuratissimo calculo elaboratum» издания 1532 г. и купленной автором ок. 1534 г. Описывают события от 997 (в тексте ошибочно 996 г.) до 1550 г. События до XV в. описываются автором по «Польской хронике» Винцентия Кадлубека, описание остальных даются по памяти и как правило представляют собой события при которых автор лично присутствовал или принимал участие.

## Издания
- Rocznik Stanislawa Naropinskiego / ed. A. Bielowski // MPH, T. 3. Lwow, 1878, p. 219—227[2].

## Переводы на русский язык
- Анналы Станислава Наропинского в переводе А. С. Досаева на сайте Восточная литература